# Savci Bey
Savci o Saudji Bey (¿? - 1374) fue un príncipe otomano, primogénito de Murad I, que se rebeló contra su padre Murad I en 1374 aliándose al príncipe bizantino Andrónico, que también se encontraba en rebeldía contra su padre, el emperador Juan V Paleólogo. Su padre le hizo arrancar los ojos y, a continuación, fue decapitado.
Según Hammer, 

Andrónico, irritado de esta preferencia (Juan Paleólogo encargó a Teodoro, el tercero de sus cuatro hijos, tomar posesión del gobierno de Esparta y el territorio que le correspondía de derecho por la reciente muerte de los herederos de Juan VI Cantacuzeno), decidió vengarse. Encontró en Saudji, hijo de Mourad, una afinidad de sentimientos y carácter, lo que estableció entre ellos una estrecha conexión. Ambos estaban devorados por una ardiente ambición y los animaba por igual el odio contra los autores de sus días. Mientras que el sultán estaba ocupado en reprimir una rebelión en Asia, y Juan Paleólogo olvidaba en Bizancio los peligros de su situación, Saudji, que estaba temporalmente al mando de todas las fuerzas otomanas en Europa, y el ambicioso Andrónico conspiraban contra ambos.

- Datos: Q3131375